# Distretto elettorale di Omundaungilo
Il distretto elettorale di Omundaungilo è un distretto elettorale della Namibia situato nella Regione di Ohangwena con 7.855 abitanti al censimento del 2011. Il capoluogo è la città di Omundaungilo.